# Friår
Friår var ett system med betald ledighet som fanns i Sverige från 2005 och fram till 1 januari 2007 och som infördes av regeringen Persson på Miljöpartiets initiativ.
Reformen innebar att en person, som hade arbetat minst två år, fick ledigt i mellan tre månader och ett år samtidigt som en arbetslös gick in som vikarie. Den friårsledige fick 85% av a-kassan. Arbetsgivaren måste godkänna bytet. Kostnaden över statens budget blev cirka 2 miljarder kronor per år. Samtidigt minskade utgiften i motsvarande grad för a-kassan.
Syftet med reformen var att ge yrkesverksamma personer en paus samtidigt som långtidsarbetslösa och personer med svårigheter att ta sig in på arbetsmarknaden skulle få prova på arbetslivet och arbetsgivaren se potentiella nyanställningar. 
Kritiken mot reformen har bland annat handlat om att man inte nådde rätt målgrupper med reformen och att staten inte skulle subventionera ledighet. Bland annat krävde LO att friåret skulle avskaffas.
Friåret togs bort efter regeringsskiftet 2006. I oktober 2020 införs en ny variant av friåret kallat utvecklingstid,  baserat på ett förslag från Miljöpartiet. Syftet är att möjliggöra för anställda att studera eller starta företag, och samtidigt ge långtidsarbetslösa en chans att komma in på arbetsmarknaden igen.

## Finland
Den 1 januari 2010 införde Finland ett liknande system under namnet alterneringsledighet och -ersättning. Under år 2011 var det över 18 000 finländare som utnyttjade denna möjlighet.
I det finska systemet kan man få mellan 90 och 359 kalenderdagars ledighet om man har varit ute i arbetslivet i 10 år innan ledigheten, varit anställd hos arbetsgivaren under de senaste 13 månaderna och inte ha varit ifrån arbetet utan lön i mer än 30 dagar under denna period. Man får då ut mellan 70 och 80 procent av arbetslöshetsdagpenningen, beroende på hur länge man har arbetat.

## Utvärderingar av friårsförsöket
Anställda som varit friårslediga fick lägre lön när de återgick till arbetet än de skulle ha haft om de inte varit friårslediga. Ledigheterna påverkade inte sjukfrånvaron, men kan leda till pensionering vid lägre ålder. Friårsvikarierna stärkte sin ställning på arbetsmarknaden genom vikariaten. Det visar en utvärdering av friåret som IFAU gjort på det försök med friår som bedrevs i tolv kommuner under februari 2002–december 2004. Effekterna av friårsledighet utvärderades med hjälp av en jämförelsegrupp av personer som sökte friår, men som inte fick delta i programmet.